# Frettemeule
Frettemeule település Franciaországban, Somme megyében. Lakosainak száma 297 fő (2022. január 1.). Frettemeule Bouillancourt-en-Séry, Maisnières, Tilloy-Floriville, Le Translay és Vismes községekkel határos.

## Népesség
A település népességének változása:
| Lakosok száma | 301  | 316  | 325  | 324  | 316  | 308  | 300  | 296  | 297  |
|               | 2013 | 2015 | 2016 | 2017 | 2018 | 2019 | 2020 | 2021 | 2022 |